# St. Johannis (Arbergen)

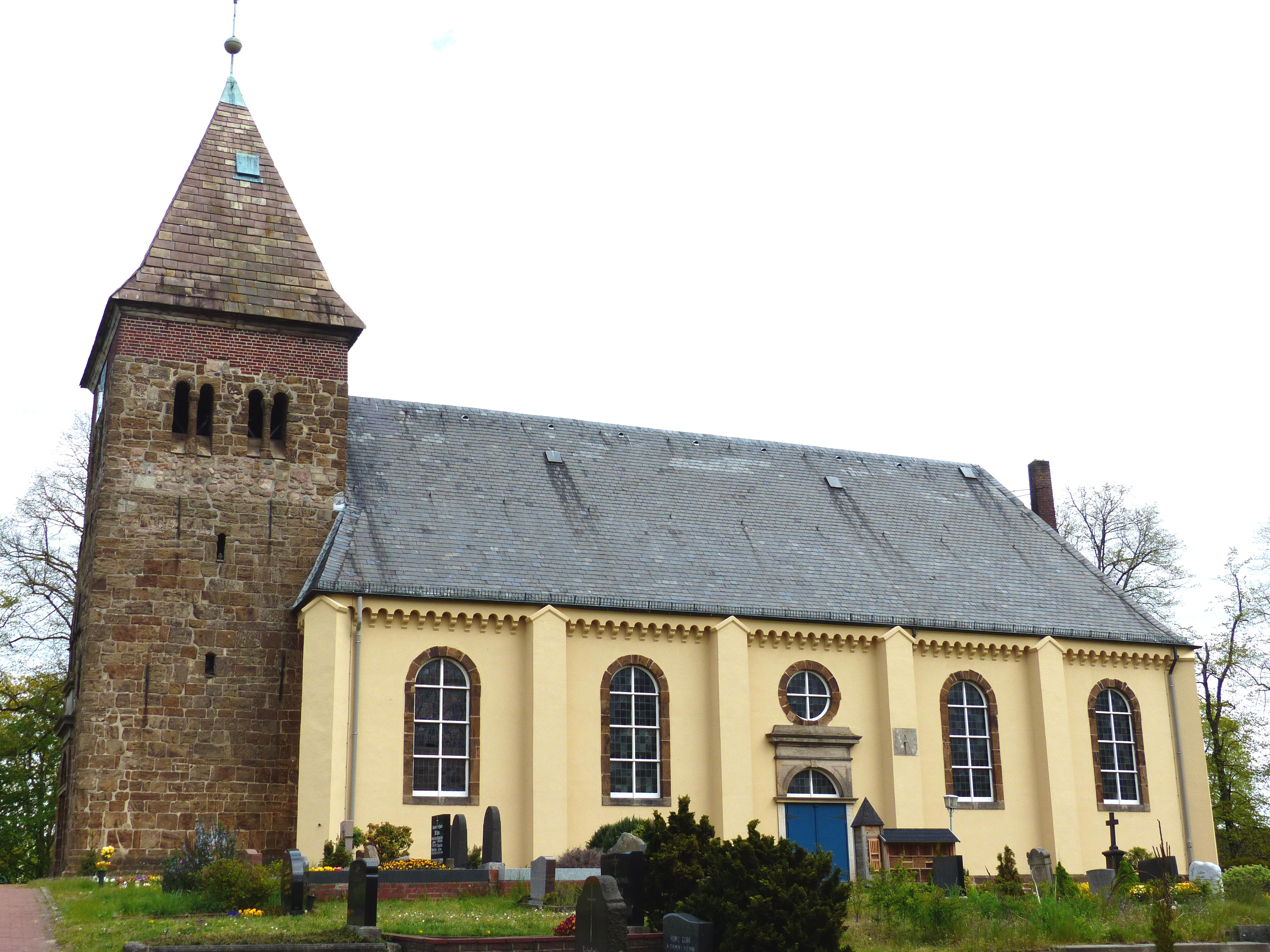
Johanniskirche von Südsüdwesten

Die Kirche St. Johannis wurde benannt nach Johannes dem Täufer und steht in Bremen-Arbergen, Arberger Heerstraße 69, auf der höchsten Erhebung jener eiszeitlichen Düne, die dem ehemaligen Dorf seinen Namen gab. Sie ist die Andachtsstätte einer Gemeinde der Bremischen Evangelischen Kirche und eine der ältesten Dorfkirchen im Bremer Umland.
Das Gebäude steht seit 1973 unter Bremer Denkmalschutz.

## Geschichte

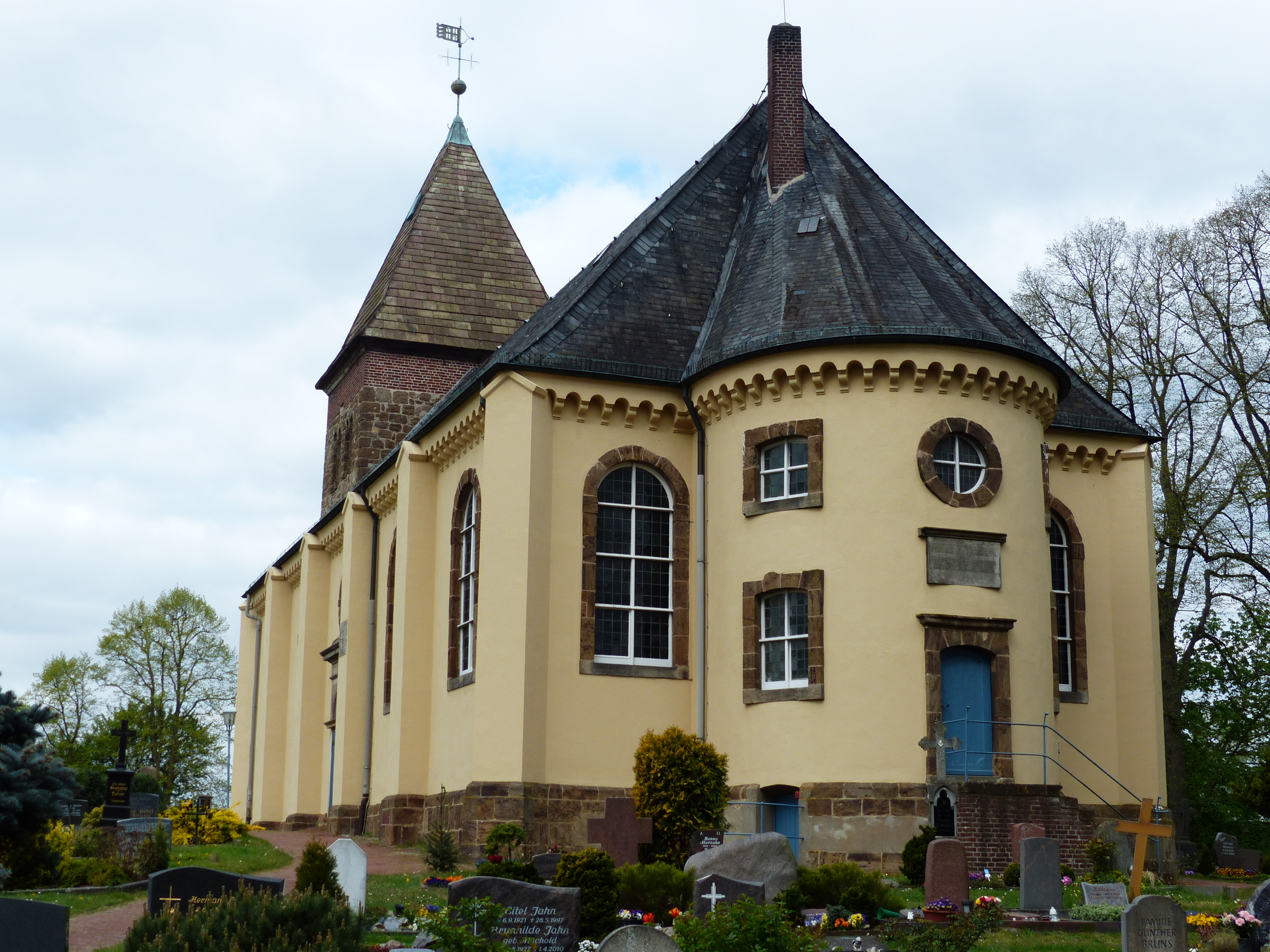
Johanniskirche von Ostsüdosten

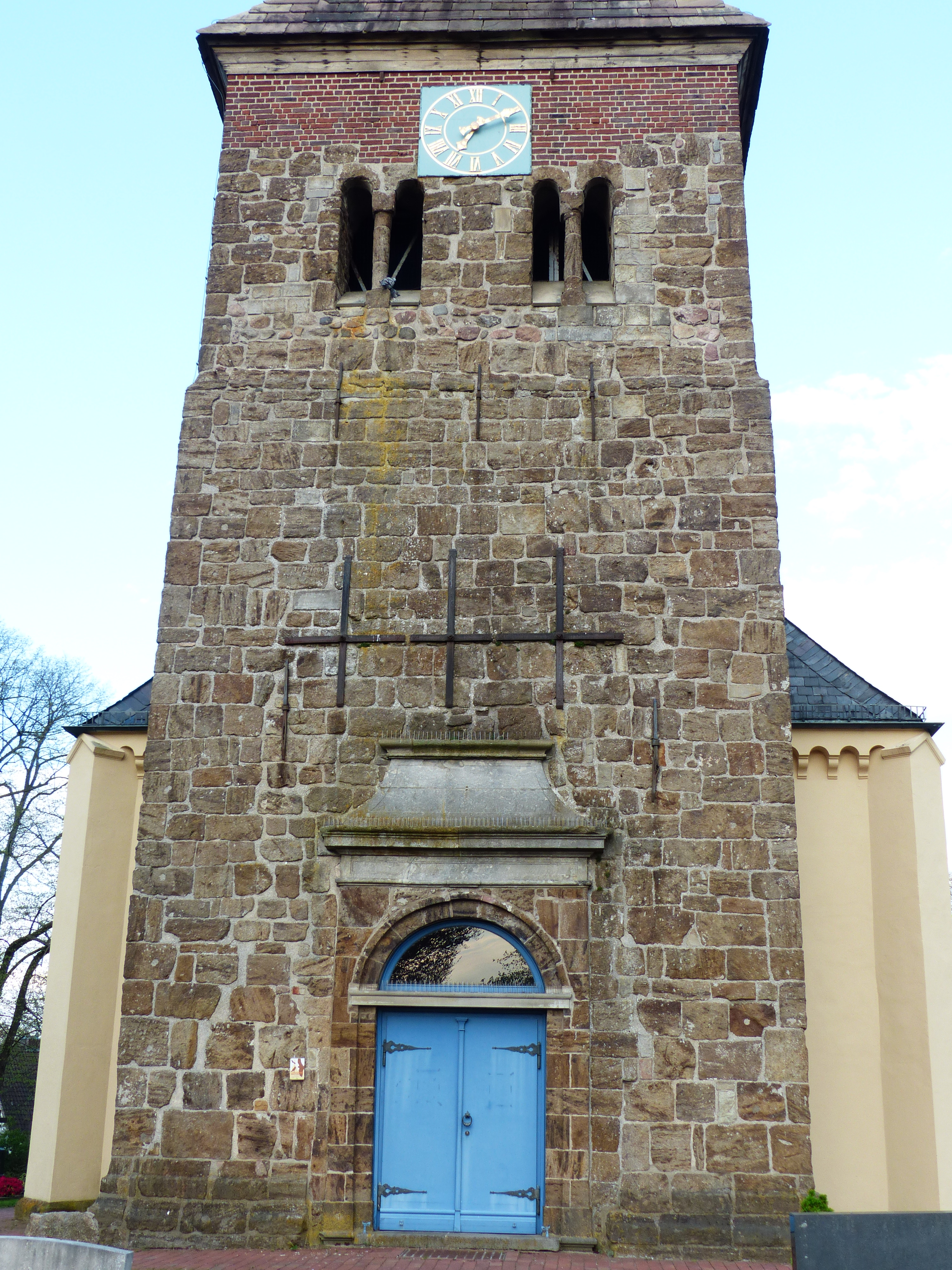
Romanischer Granitquaderturm, barock-klassizistisches Sandsteinportal

Arbergen wurde urkundlich erstmals 1230 erwähnt, aber die Kirche ist älter. Die Innenwand des Turmes der heute evangelisch-lutherischen Kirche St. Johannis entstand um 1000, die Außenwand um 1100 zur Zeit der Romanik. Die Kirche befand sich Anfang des 18. Jahrhunderts in einem sehr schlechten Zustand. Eine Renovierung scheiterte, da das das Herzogtum Bremen beherrschende Königreich Schweden durch seine Schwierigkeiten beim verlustreichen Nordischen Krieg keine finanziellen Hilfen gewährte. Erst nachdem das Herzogtum Bremen 1715 an Chur-Hannover gefallen war, bahnte sich ein Wandel an und konnte eine finanzielle Unterstützung erreicht werden.
Pastor Daniel Gerhard Heisius, Pastor in Arbergen von 1705 bis 1747, betrieb – anders als seine an führenden Männern der landwirtschaftlichen Dorfhierarchie gescheiterten Vorgänger Johannes Heseler und Augustin Holstein – erfolgreich einen Neubau für das Kirchenschiff statt einer Erweiterung. Unterstützt wurde er durch den schwedisch/hannoverischen Generalleutnant Balthasar von Klinkowström, der im nahen Uphusen residierte. Anfang 1719 wurden die Kosten für einen Neubau veranschlagt. Nachdem das Konsistorium in Hannover schließlich zustimmte, wurde im April 1719 das alte Kirchenschiff abgerissen und von Mai bis zum November 1719 das neue Kirchenschiff in einer Rekordzeit von 30 Wochen für 2194 Reichstaler errichtet, nach Plänen von Georg Vick.
Wenig später wurden die Schiffe dreier Kirchen im Bremer Landgebiet ersetzt: 1722 in Grambke, 1732|33 in Borgfeld und 1745 in Wasserhorst. Sie fielen deutlich bescheidener aus als in Arbergen.
Im 18. Jahrhundert war Johann Georg Olbers (1716–1772), der Vater des Arztes und Astronomen Wilhelm Olbers, von 1747 bis 1760 Pastor an der Kirche.
Bis 1938 gehörten Hemelingen, Arbergen und Mahndorf noch nicht zum Gebiet der Freien Hansestadt Bremen, sondern zum hannöverschen Gericht bzw. Kreis Achim. Hastedt wurde 1830 bremisch; davor hatte es zum Sprengel Arbergen gehört. Hemelingen gehörte bis 1890 zu diesem Sprengel.

## Bauwerk
Der romanische Feldsteinturm mit seiner mittelalterlichen Verblendung aus Granitquadern wurde oberhalb der romanischen Schall-Biforien mit neuzeitlichem Backstein erneuert. Darüber erhebt sich ein Zeltdach. Das heutige Westportal aus Sandstein entstand beim Umbau der Kirche 1719 und hat Ähnlichkeit mit den beiden seitlichen Portalen des Kirchenschiffs. Über dem Türsturz aus Kalkstein hat es einen halbrunden Entlastungsbogen, der statt eines Tympanons ein schmuckloses Oberlicht umfasst. Die Gewände sind in einen angedeuteten Vorbau eingebettet, der statt mit einer Attika mit einem geschwungenen „Dach“ aus verputztem Mauerwerk schließt. Unregelmäßige Baufugen zeigen an, dass beim Einbau des Portals auch das umgebende Granitmauerwerk ausgetauscht wurde.
Das 1719 neu erbaute Kirchenschiff der Saalkirche wird durch ein Walmdach überdeckt, dessen Abwalmung im Westen nur die Ecken neben dem eingezogenen Turm betrifft. Das Kirchenschiff ist verputzt, hat aber einen Sockel aus Naturstein, und die rundbogigen Fenster sind von Bögen aus Naturstein umrahmt. Die Gliederung der Längswände mit Strebepfeilern, wenig stärker als Lisenen, und die Rundbogenfriese an den Dachtraufen nehmen Bezug auf den romanischen Turm, der aber selber weder einen solchen Fries noch Strebepfeiler oder Lisenen hat. Die Gesamtanlage ist eher klassizistisch streng, unter Berücksichtigung der Bauzeit barocker Klassizismus. Die Natursteinrahmungen der Seitenportale und des Sakristeieingangs sind nach oben mit waagerechten Gesimsen abgeschlossen. Über beiden befindet sich jeweils ein Rundfenster. An die Ostwand ist eine zweigeschossige Sakristei angebaut, äußerlich einer romanischen Apsis nachempfunden.

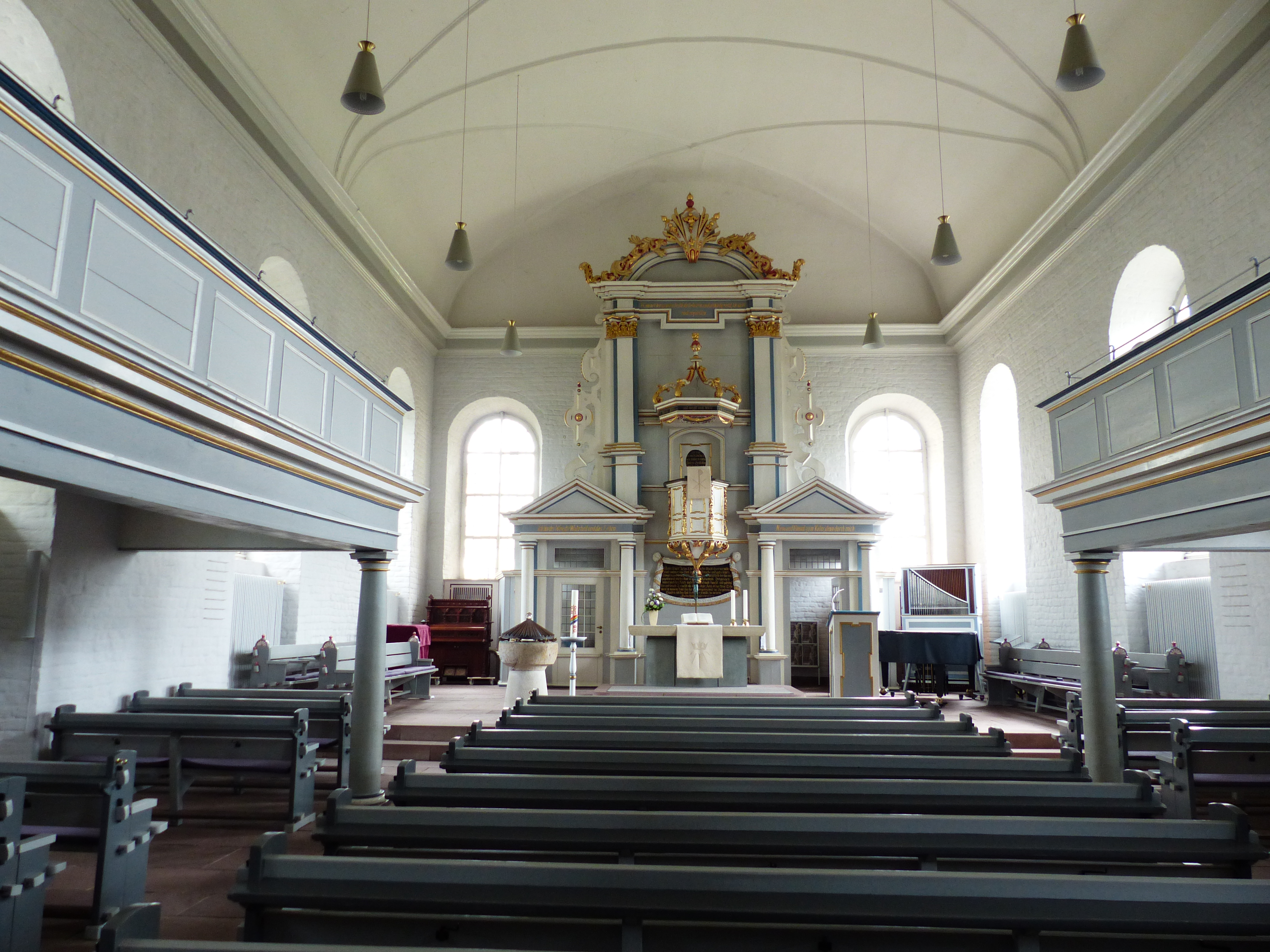
Kirchenraum mit Emporen und Kanzelaltar

Der Kirchenraum ist rechteckig. Einziger Schmuck seiner Muldendecke sind sehr zarte Gurtbögen und einander kreuzende Rippen, die wohl an mittelalterliche kreuzrippen-- oder auch Kreuzgratgewölbe erinnern sollen. Abweichend von der Gliederung der Außenwände in fünf Felder und mit fünf Achsen, sind an der Decke nur vier Joche angedeutet. An der Ostwand steht ein Kanzelaltar mit einem Rokokogiebel, zu beiden Seiten gibt es Türen mit klassizistischen Attiken, von denen eine zur Sakristei führt. Eine Empore erstreckt sich an der Ostwand sowie an den Längswänden bis über die Seitenportale. Ein gedrückter Backsteinbogen verbindet den Kirchenraum mit dem Turm, dessen Granitmauerwerk auch innen großenteils freiliegt.

## Ausstattung
Im Gegensatz zum Kanzelaltar ist der Taufstein modern, allerdings mittelalterlichen Taufsteinen nachempfunden. An der Wand zum Turm steht auf der Empore eine große Orgel. Daneben gibt es noch drei weitere Tasteninstrumente, in der Nähe des Kanzalaltars stehen ein Orgelpositiv, ein Flügel und ein Klavier.

## Glocken
Nachdem die einzige infrage kommende Glocke der St.-Johannis-Kirche im Jahr 1917 beschlagnahmt und eingeschmolzen worden war, lieferte die Glockengießerei Otto Hemelingen auf Antrag des aus „Deutschen Christen“ bestehenden Arberger Kirchenvorstandes 1936 eine neue Glocke mit Christuskreuz, Eisernem Kreuz und Hakenkreuz. Diese Glocke wurde im Zweiten Weltkrieg wieder eingeschmolzen. Heute verfügt die Gemeinde über drei Glocken, deren älteste nach wie vor aus dem 13. Jahrhundert stammt. Zwei Otto-Glocken aus dem Jahr 1956, gestimmt auf es’ und as’, Durchmesser 1305 mm und 977 mm sowie die historische Glocke unbekannter Herkunft mit dem Schlagton ges″.

## Friedhof

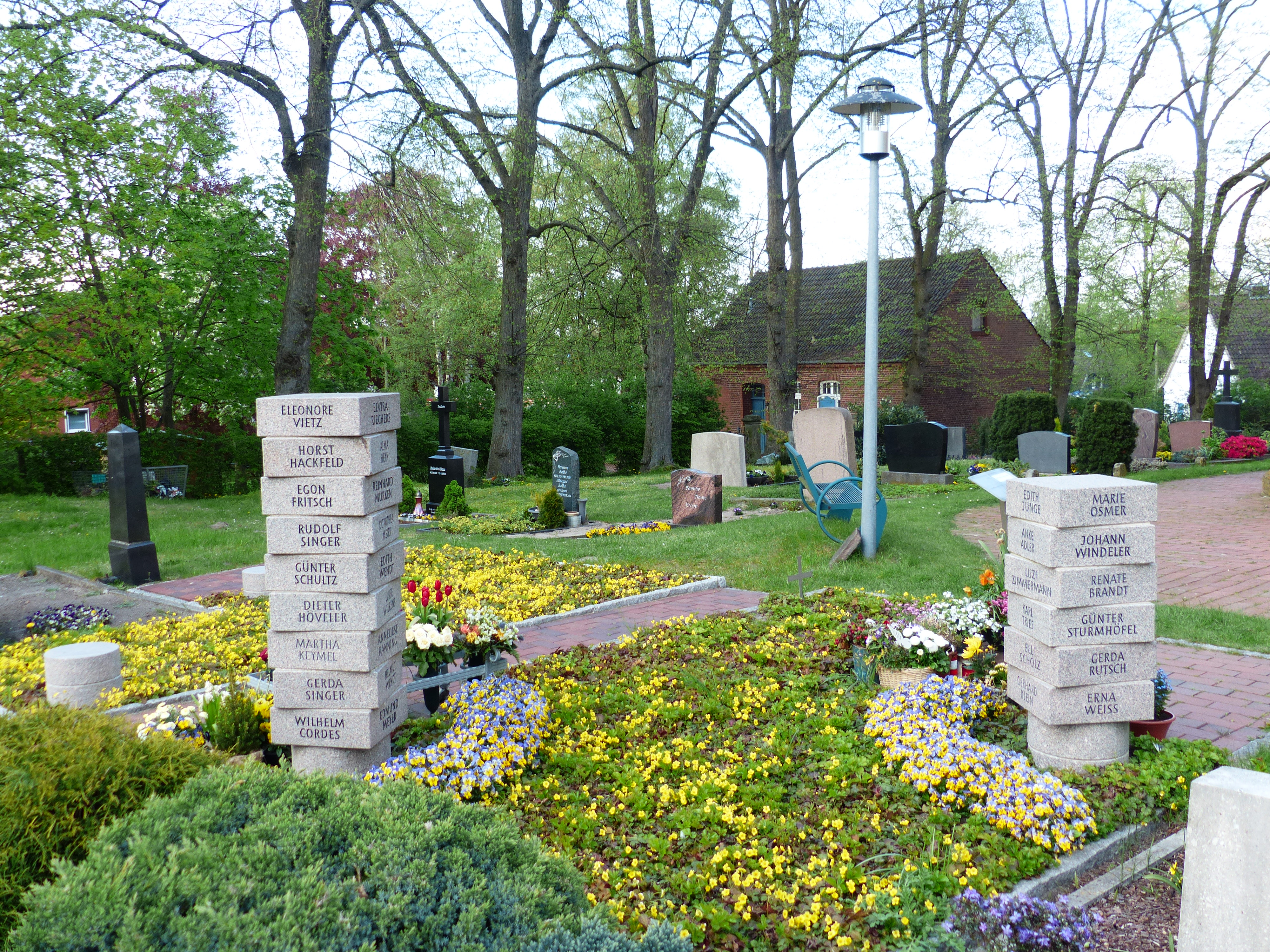
Kreative Grabsteine für Gruppen von Urnengräbern

Der Friedhof rund um die Kirche ist etwa einen Hektar groß und erstreckt sich vor allem westlich, südlich und östlich der Kirche. Der Haupteingang liegt östlich. Nördlich, beiderseits einer direkten Zufahrt von der Arberger Heerstraße zum Nordportal, liegen nur wenige Gräber.

## Kirchgemeinde
Die Evangelische Kirchengemeinde St. Johannis Arbergen unterhält einen Halbtags-Kindergarten, eine Bastel- und Handarbeitsgruppe, eine Singschule, zwei Chöre, die Pfadfinder des Stammes Heinrich von Zütphen, einen Literaturkreis, einen Gesprächskreis u. a.